# Lee Archer (Fußballspieler)
Lee Archer (* 6. November 1972 in Bristol) ist ein ehemaliger englischer Fußballspieler. Der Mittelfeldakteur kam in den 1990er Jahren während seiner siebenjährigen Zugehörigkeit zu den Bristol Rovers zu 151 Pflichtspieleinsätzen (19 Tore), die folgenden Jahren spielte er noch für eine Reihe von Klubs im höherklassigen Non-League football.

## Karriere
Archer hatte nach seiner Schulzeit, in der er Auswahlspieler für Avon und Northavon war, 1989 einen Ausbildungsvertrag („Trainee“) bei den Bristol Rovers erhalten, 1991 unterzeichnete er seinen ersten Profivertrag. In seinen ersten beiden Spielzeiten kam Archer nur sporadisch zum Einsatz, am letzten Spieltag der Zweitligasaison 1992/93, der Abstieg in die drittklassige Football League Second Division stand bereits fest, erzielte er im letzten Spiel in Millwalls Stadion The Den einen Treffer beim 3:0-Erfolg. Nach dem Abstieg erspielte sich der linksfüßige Mittelfeldspieler einen Stammplatz unter Trainer John Ward und kam in den folgenden beiden Spielzeiten zu 79 Ligaauftritten. Archer stach mit seinen Flanken und seiner Geschwindigkeit auf dem linken Flügel heraus und war auch regelmäßig als Torschütze erfolgreich. Die Rückkehr in die Zweitklassigkeit wurde im Mai 1995 durch eine 1:2-Niederlage im Finale der Aufstiegs-Play-offs vor 60.000 Zuschauern im Wembley-Stadion gegen Huddersfield Town verpasst, Archer kam in der Partie als Einwechselspieler zum Einsatz. 
Im November 1995 zog er sich eine Knieverletzung zu, die operativ behandelt werden musste und ihn für fast ein halbes Jahr vom Spielgeschehen fernhielt. Archer erzielte zwar in der Frühphase der Saison 1996/97 im ersten Pflichtspiel der Rovers im neu bezogenen Memorial Stadium gegen Stockport County (Endstand 1:1) das erste Pflichtspieltor, weiter anhaltende Knieprobleme und damit einhergehender Formverlust limitierten aber seine Einsatzzeiten unter dem neuen Spielertrainer Ian Holloway. Im März 1997 lehnte er die Möglichkeit einer Leihe zu Torquay United ab und kam bis Saisonende auch nicht mehr für Bristol zum Einsatz. Nach erfolglosen Probetrainings bei Cardiff City und Partick Thistle wurde Archer im Oktober 1997 für die restliche Saison 1997/98 in die fünftklassige Football Conference an Aufsteiger Yeovil Town verliehen. Für den Klub absolvierte er neben 30 Ligaspielen (8 Tore) auch 10 Partien (1 Tor) in den Pokalwettbewerben, gewann mit dem Klub den Somerset Premier Cup und war mit neun Saisontoren hinter Owen Pickard und Warren Patmore drittbester Torschütze des Teams. Bristol verlängerte seinen im Sommer 1998 auslaufenden Vertrag nicht mehr und so endete Archers Football-League-Karriere nach 126 Ligaeinsätzen und 15 -toren. 
Von Brian Talbot wurde er im Sommer 1998 für den Fünftligisten Rushden & Diamonds verpflichtet, dort konnte er die Erwartungen aber nicht erfüllen und seine Zugehörigkeit endete bereits nach nur sieben torlosen Einsätzen zum Jahreswechsel wieder. Anfang 1999 wurde er gegen Zahlung einer niedrigen Ablösesumme von Graham Roberts, unter dem er bereits bei Yeovil gespielt hatte, zu Slough Town in die Isthmian League geholt. Dort kam er im linken Mittelfeld bis Saisonende regelmäßig zum Einsatz und war auch für die Ausführung von Standards verantwortlich. In der Saisonpause wurde er erneut von Yeovil Town verpflichtet, konnte dort aber auch verletzungsbedingt nicht an die Leistungen seines ersten Aufenthalts anknüpfen, kam im Saisonverlauf zu lediglich fünf Pflichtspieleinsätzen und beendete zunächst seine Laufbahn. Ab November 2000 lief er abermals für Slough Town auf und bestritt über die folgenden zehn Monate nochmals 13 Pflichtspiele (3 Tore). 2010 gab Archer kurzzeitig ein überraschendes Comeback für den Sechstligisten Gloucester City. Die von seinem früheren Bristol-Mannschaftskameraden David Mehew betreute Mannschaft hatte eine Verletztenmisere zu beklagen und Archer erklärte sich bereit, für einige Partien auszuhelfen. Im August und September 2010 kam er zu insgesamt drei Ligaauftritten, von denen zwei siegreich endeten. Hauptberuflich verdient Archer nach seiner Profilaufbahn seinen Lebensunterhalt als Betreiber eines Fitnessstudios in Clifton.